# Antony Polonsky
Antony Barry Polonsky (ur. 23 września 1940 w Johannesburgu) – historyk stosunków polsko-żydowskich, członek zagraniczny PAN.

## Życiorys
Urodził się w Johannesburgu, w rodzinie żydowskiej, której przodkowie w XIX wieku wyemigrowali do Afryki z terenów dawnego Wielkiego Księstwa Litewskiego.
Studiował historię i nauki polityczne na University of the Witwatersrand. W 1961 wyjechał do Wielkiej Brytanii na stypendium Rhodesa do Worcester College i St Antony’s College w Oksfordzie. W 1970 został mianowany wykładowcą historii London School of Economics and Political Science. W 1964 skorzystał z możliwości wyjazdu do Polski, w ramach stypendium British Council, gdzie miał zbierać materiały do pracy na temat konfliktu Józefa Piłsudskiego z parlamentem. W trakcie tego pobytu prowadził jednak głównie badania dotyczące polskich Żydów w okresie Zagłady. W latach następnych uzyskał w Oksfordzie doktorat z historii nowożytnej, a następnie został zatrudniony w London School of Economics and Political Science, gdzie przyznano mu stanowisko profesora. W latach 1992–1999 pracował na Brandeis University w Waltham/Boston w Massachusetts w Stanach Zjednoczonych. W 1989 otrzymał tytuł profesora. W 1992 roku został mianowany visiting professor w East European Jewish History at Brandeis University w Waltham. Tam pracował w latach 1993–1998. Był także profesorem wizytującym na Uniwersytecie Warszawskim, w Instytucie Nauk o Człowieku w Wiedniu i na Uniwersytecie w Kapsztadzie, Oxford Centre for Hebrew and Jewish Studies, członkiem honorowym St Antony’s College w Oksfordzie i University College w Londynie. Od 1986 roku nieprzerwanie redaguje i wydaje periodyk „Polin. Studies in Polish Jewry”. Był założycielem, a obecnie jest wiceprezesem Institute for Polish-Jewish Studies w Oksfordzie i American Association for Polish-Jewish Studies w Cambridge (Mass.) oraz członkiem Międzynarodowej Rady Państwowego Muzeum Auschwitz-Birkenau. Był przez sześć lat członkiem Rady Deputowanych Żydów w Wielkiej Brytanii. W 1999 otrzymał Krzyż Kawalerski Orderu Zasługi Rzeczypospolitej. W 2006 nagrodę Rafaela Scharfa za wybitne osiągnięcia w ochronie i propagowaniu dziedzictwa polskich Żydów. W 2010 otrzymał tytuł doktora honoris causa Uniwersytetu Warszawskiego, w 2014 został doktorem honoris causa Uniwersytetu Jagiellońskiego. W 2011 otrzymał nagrodę Kulczycki Orbis Books Prize, w 2012 został laureatem Nagrody Pro Historia Polonorum za The Jews in Poland and Russia, jako najlepszą obcojęzyczną książkę dotyczącą historii Polski.
Jest autorem kilkunastu książek oraz licznych publikacji ogłoszonych w czasopismach historycznych. Główny konsultant naukowy wystawy stałej Muzeum Historii Żydów Polskich.

## Wybrane publikacje
- Politics in Independent Poland (Oxford, 1972).
- The Little Dictators. A History of Eastern Europe since 1918 (Routledge, 1975, wydanie japońskie 1993).
- The Great Powers and the Polish Question 1941-1945 (LSE, 1976).
- (współautor) The History of Poland since 1863 (Cambridge, 1981, 1983, 1985)
- (współautor: Bolesław Drukier), The Beginnings of Communist Rule in Poland (Routledge and Kegan Paul, 1980).
- (wydawca) Abraham Lewin’s A Cup of Tears: A Diary of the Warsaw Ghetto (Blackwell, 1988, 1990, wydanie francuskie 1991, wydanie japońskie 1992)
- My Brother’s Keeper?' Recent Polish Debates about the Holocaust (Routledge, 1990)
- (współautor z Joanna Michlic), The Neighbors Respond: The Controversy over the Jedwabne Massacre in Poland (Princeton University Press, 2004)
- From shtetl to socialism, London – Washington: Littman Library of Jewish Civilization 1993.
- (współautor: Oskar Halecki), A history of Poland, London: Henley – Routledge & Kegan Paul 1983.
- The Jews in Poland, ed. by Chimen Abramsky, Maciej Jachimczyk and Antony Polonsky, Oxford – New York: Basil Blackwell 1986.
- Jews in Eastern Poland and the USSR, 1939-46, ed. by Norman Davies and Antony Polonsky, New York: St. Martin’s Press 1991.
- The Jews in Warsaw. A history, ed. by Władysław T. Bartoszewski and Antony Polonsky, Oxford – Cambridge, Mass.: B. Blackwell 1991.
- The Jews in Old Poland 1000-1795, London – New York: I. B. Tauris & Co; Oxford: The Institute for Polish-Jewish Studies 1993.
- Mietek Sieradzki, By a twist of history: the three lives of a Polish Jew, introd. by Antony Polonsky, London – Portland OR: Vallentine Mitchell 2002.
- The neighbors respond. The controversy over the Jedwabne massacre in Poland, ed. by Antony Polonsky and Joanna B. Michlic, Princeton – Oxford: Princeton University Press 2004.
- The Shtetl, Oxford – Portland – Oregon: The Littman Library of Jewish Civilization 2004 („Polin”, Vol. 17)
- Polish-Jewish relations in North America, Oxford – Portland: The Littman Library of Jewish Civilization 2007 (Polin vol.19).
- The Jews in Poland and Russia, Volume 1: 1350-1881 (Littman Library of Jewish Civilization, 2009) ISBN 978-1-874774-64-8
- The Jews in Poland and Russia, Volume 2: 1881-1914 (Littman Library of Jewish Civilization, 2009) ISBN 978-1-904113-83-6
- The Jews in Poland and Russia, Volume 3: 1914-2008 (Littman Library of Jewish Civilization, 2011) ISBN 978-1-904113-48-5
- The Jews in Poland and Russia: A Short History, Oxford: Littman Library of Jewish Civilization, 2013, ISBN 978-1-906764-39-5.

## Publikacje w języku polskim
- Stosunki polsko-żydowskie od 1984 roku. Refleksje uczestnika = Polish-Jewish Relations Since 1984: Reflections of a Participant, tłum. Małgorzata Ornat, Austeria, Budapeszt 2009, ISBN 978-83-89129-54-3.
- Dzieje Żydów w Polsce i Rosji, tłum. Mateusz Wilk, Wydawnictwo Naukowe PWN, Warszawa 2014 (tłumaczenie wersji skróconej z 2013).
- Nieznane polsko-żydowskie dziedzictwo, wywiad Anny Jarmusiewicz, Wydawnictwo Naukowe PWN, Warszawa 2017, ISBN 978-83-01-18322-6.